# ألوار سفلي
ألوار سفلي هي قرية في مقاطعة تبريز، إيران. عدد سكان هذه القرية هو 3,567 في سنة 2006.